# Onnens
Onnens är en ort och kommun i distriktet Jura-Nord vaudois i kantonen Vaud, Schweiz. Kommunen har 498 invånare (2023).
Kommunen ligger vid Neuchâtelsjön. 